# Óscar Briceño
Óscar Briceño (Cúcuta, Norte de Santander, Colombia; 6 de septiembre de 1985) es un exfutbolista colombiano. Jugaba como delantero. Actualmente es el técnico del Yaracuyanos Fútbol Club de la Primera División de Venezuela

## Selección Colombia
Con la Selección Colombia hizo parte del equipo que logró el tercer lugar en la Copa Mundial de Fútbol Juvenil de 2003 disputada en los Emiratos Árabes Unidos. También jugó en el Sudamericano Sub-20 de 2005 disputado en Colombia. También hizo parte de la Selección Colombia que participó en la Copa Oro 2005 donde solo jugó un partido y fue su único partido en la selección absoluta.

### Participaciones enSudamericano Sub-20
| Sudamericano Sub-20         | Sede     | Resultado | PJ | GA | Asis |
| --------------------------- | -------- | --------- | -- | -- | ---- |
| Sudamericano Sub-20 de 2005 | Colombia | Campeón   | 5  | 1  | 0    |

### Participaciones enCopas del Mundo
| Mundial                     | Sede | Resultado    | PJ | GA | Asis |
| --------------------------- | ---- | ------------ | -- | -- | ---- |
| Copa Mundial Sub-20 de 2003 | EAU  | Tercer lugar | 2  | 0  | 0    |

### Participaciones enCopas Oro
| Torneo        | Sede           | Resultado   | PJ | GA | Asis |
| ------------- | -------------- | ----------- | -- | -- | ---- |
| Copa Oro 2005 | Estados Unidos | Semifinales | 1  | 0  | 0    |

## Clubes

### Como jugador
| Club                             | Div.          | Temporada     | Liga  | Liga  | Copas nacionales | Copas nacionales | Copas internacionales | Copas internacionales | Total | Total |
| Club                             | Div.          | Temporada     | Part. | Goles | Part.            | Goles            | Part.                 | Goles                 | Part. | Goles |
| -------------------------------- | ------------- | ------------- | ----- | ----- | ---------------- | ---------------- | --------------------- | --------------------- | ----- | ----- |
| Deportes Tolima · Colombia       | 1.ª           | 2003          | 9     | 2     | ―                | ―                | —                     | —                     | 9     | 2     |
| Deportes Tolima · Colombia       | 1.ª           | 2004          | 37    | 5     | ―                | ―                | 4                     | 0                     | 41    | 5     |
| Deportes Tolima · Colombia       | 1.ª           | 2005          | 21    | 6     | ―                | ―                | —                     | —                     | 21    | 6     |
| Deportes Tolima · Colombia       | 1.ª           | 2006          | 28    | 5     | ―                | ―                | 5                     | 0                     | 33    | 5     |
| Deportes Tolima · Colombia       | Total club    | Total club    | 95    | 18    | 0                | 0                | 9                     | 0                     | 104   | 18    |
| Millonarios · Colombia           | 1.ª           | 2007          | 25    | 2     | ―                | ―                | 2                     | 0                     | 27    | 2     |
| Herediano · Costa Rica           | 1.ª           | 2008-09       | 28    | 8     | ―                | ―                | —                     | —                     | 28    | 8     |
| Millonarios · Colombia           | 1.ª           | A-2008        | 7     | 0     | 1                | 1                | —                     | —                     | 8     | 1     |
| Millonarios · Colombia           | 1.ª           | F-2009        | 5     | 1     | 2                | 2                | —                     | —                     | 7     | 3     |
| Millonarios · Colombia           | Total club    | Total club    | 37    | 3     | 3                | 3                | 2                     | 0                     | 42    | 6     |
| Herediano · Costa Rica           | 1.ª           | V-2010        | 12    | 2     | ―                | ―                | —                     | —                     | 12    | 2     |
| Herediano · Costa Rica           | Total club    | Total club    | 40    | 10    | 0                | 0                | 0                     | 0                     | 40    | 10    |
| Alianza Atlético · Perú          | 1.ª           | S-2010        | 9     | 0     | ―                | ―                | —                     | —                     | 9     | 0     |
| Monagas SC · Venezuela           | 1.ª           | C-2011        | 17    | 1     | ―                | ―                | —                     | —                     | 17    | 1     |
| Monagas SC · Venezuela           | 1.ª           | 2011-12       | 29    | 4     | ―                | ―                | —                     | —                     | 29    | 4     |
| Monagas SC · Venezuela           | Total club    | Total club    | 46    | 5     | 0                | 0                | 0                     | 0                     | 46    | 5     |
| Mineros de Guayana · Venezuela   | 1.ª           | 2012-13       | 18    | 3     | ―                | ―                | 3                     | 0                     | 21    | 3     |
| Mineros de Guayana · Venezuela   | Total club    | Total club    | 18    | 3     | 0                | 0                | 3                     | 0                     | 21    | 3     |
| Deportivo Anzoátegui · Venezuela | 1.ª           | 2013-14       | 20    | 4     | ―                | ―                | 4                     | 0                     | 24    | 4     |
| Deportivo Anzoátegui · Venezuela | 1.ª           | 2014-15       | 20    | 1     | ―                | ―                | —                     | —                     | 20    | 1     |
| Deportivo Anzoátegui · Venezuela | Total club    | Total club    | 40    | 5     | 0                | 0                | 4                     | 0                     | 44    | 5     |
| Deportivo Pasto · Colombia       | 1.ª           | F-2015        | 16    | 1     | 2                | 1                | —                     | —                     | 18    | 2     |
| Deportivo Pasto · Colombia       | 1.ª           | A-2016        | 13    | 0     | 4                | 2                | —                     | —                     | 17    | 2     |
| Deportivo Pasto · Colombia       | Total club    | Total club    | 29    | 1     | 6                | 3                | 0                     | 0                     | 35    | 4     |
| Total carrera                    | Total carrera | Total carrera | 314   | 45    | 9                | 6                | 18                    | 0                     | 341   | 51    |

#### Selección
| Sub-20 · Colombia                                                      | 2003                       | — | — | — | — | 0 | 0 | 0 | 0 |
| Sub-20 · Colombia                                                      | 2005                       | — | — | 1 | 1 | — | — | 1 | 1 |
| Sub-20 · Colombia                                                      | Total                      | 0 | 0 | 1 | 1 | 0 | 0 | 1 | 1 |
| Mayores · Colombia                                                     | 2005                       | — | — | 1 | 0 | — | — | 1 | 0 |
| Mayores · Colombia                                                     | Total                      | 0 | 0 | 1 | 0 | 0 | 0 | 1 | 0 |
| Total Selecciones Colombia                                             | Total Selecciones Colombia | 0 | 0 | 2 | 1 | 0 | 0 | 2 | 1 |
| (1) Incluye los partidos del Campeonato Sudamericano y la Copa de Oro. |                            |   |   |   |   |   |   |   |   |

### Como formador
| Club          | País     | Año         |
| ------------- | -------- | ----------- |
| Club Llaneros | Colombia | 2021 - 2022 |

### Como asistente técnico
| Club                   | País      | Año         | AT de:         |
| ---------------------- | --------- | ----------- | -------------- |
| Club Llaneros Femenino | Colombia  | 2023        | Daniel Briceño |
| Yaracuyanos            | Venezuela | 2023 - 2024 | Chalo Martínez |

### Como director técnico
| Club        | País      | Año  |
| ----------- | --------- | ---- |
| Yaracuyanos | Venezuela | 2025 |

## Palmarés

### Campeonatos nacionales
| Título              | Club            | País     | Año  |
| ------------------- | --------------- | -------- | ---- |
| Torneo Finalización | Deportes Tolima | Colombia | 2003 |

### Copas internacionales
| Título                         | Club               | País     | Año  |
| ------------------------------ | ------------------ | -------- | ---- |
| Campeonato Sudamericano Sub-20 | Selección Colombia | Colombia | 2005 |